# Tauno Honkanen
Tauno Immanuel Honkanen (* 9. Oktober 1927 in Kittilä; † 27. März 2023 in Rovaniemi) war ein finnischer Skisportler.
Bei den Olympischen Winterspielen 1948 war er beim Demonstrationsbewerb Militärpatrouille als Soldat Teilnehmer der finnischen Mannschaft, die in dieser Disziplin die Silbermedaille gewann.